# Cionodon
Genre
Cionodon était un genre fossile douteux de dinosaure herbivore de la fin du Crétacé. Des fossiles furent trouvés au Colorado (États-Unis) et en Alberta (Canada).
Tout d'abord nommé Cinodon par Cope (1874), il fut renommé Cionodon par ce même Cope en 1875.
Cionodon est reconnu comme nomen dubium car il repose sur des vestiges très fragmentaires,,.

## Liste des espèces
- Cionodon arctatus (Cope 1874) : nomen dubium[3],[4],[5].
- Cionodon kysylkumensis (Riabinin, 1931/Weishampel et Horner, 1990) : maintenant connu comme Bactrosaurus kysylkumensis (Nessov, 1995)[3],[4],[5].
- Cionodon stenopsis (Cope 1892) : nomen dubium[3],[4],[5].

## Inventaire des fossiles retrouvés
- C.arctatus: fragments maxillaires, éléments postcrâniens, vertèbres
- C.kysylkumensis: dents, vertèbres, tibia (?)
- C.stenopsis: fragments maxillaires